# Gercse
Gercse ([ˈgɛɾtʃɛ]) est un quartier de Budapest situé dans le 2e arrondissement à la frontière avec Solymár. 